# Теребовлянська ратуша
Теребовля́нська ра́туша — приміщення магістрату міста Теребовлі (Тернопільська область), по вул. Шевченка.
Споруда двоповерхова, прямокутна у плані. Збудована в XIX ст. у класичному стилі. Вхідну групу завершує портик. Будівлю вінчає башта з механічним годинником-курантами, котрі відбивають кожну годину, а також кожні 15 хвилин. На башті на рівні 5 поверху влаштований оглядовий майданчик.
Ратуша донині використовується за прямим призначенням: у ній міститься Теребовлянська міська рада, а також Управління праці та соціального захисту населення й інші заклади.

## Фотографії

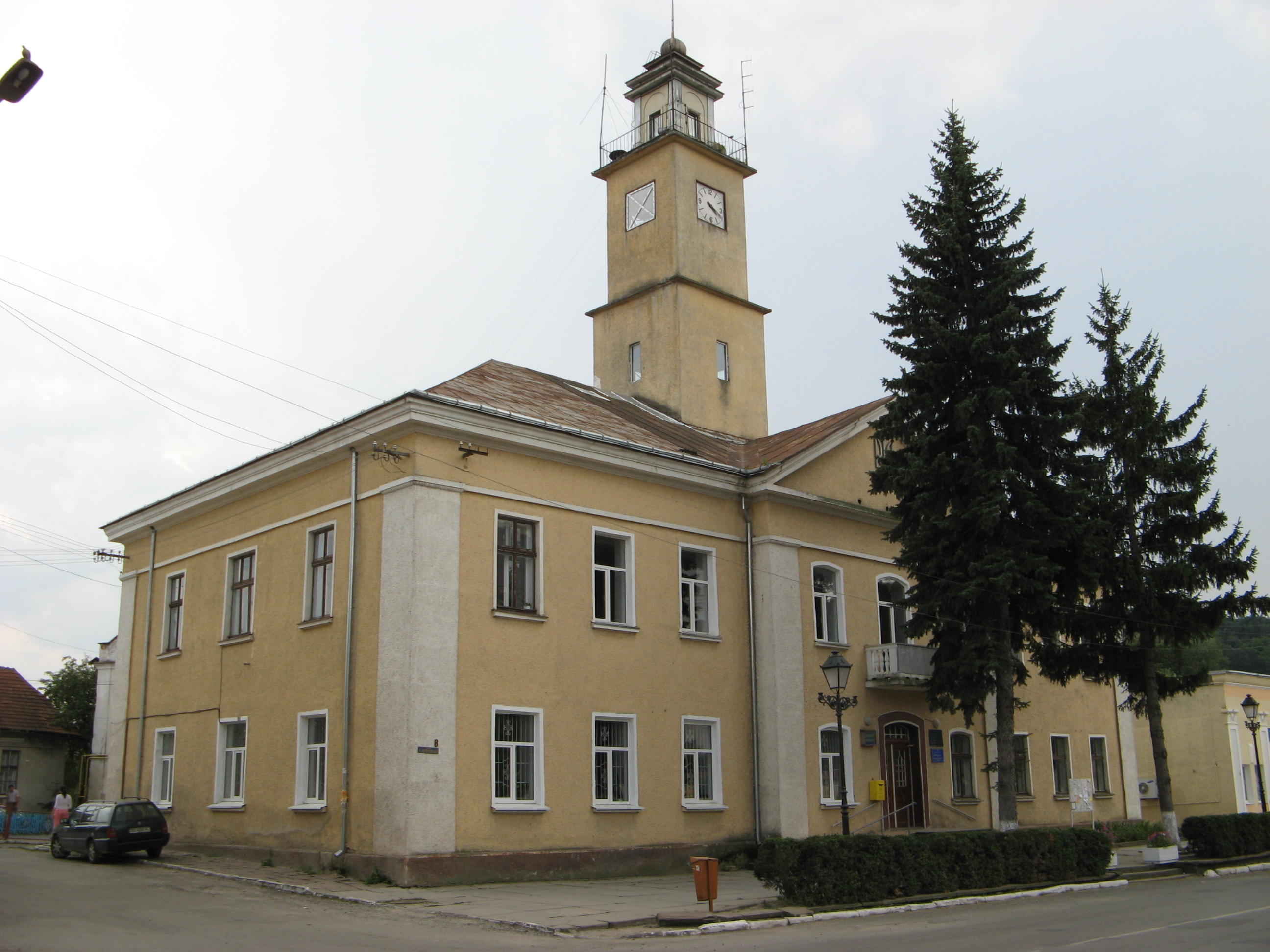
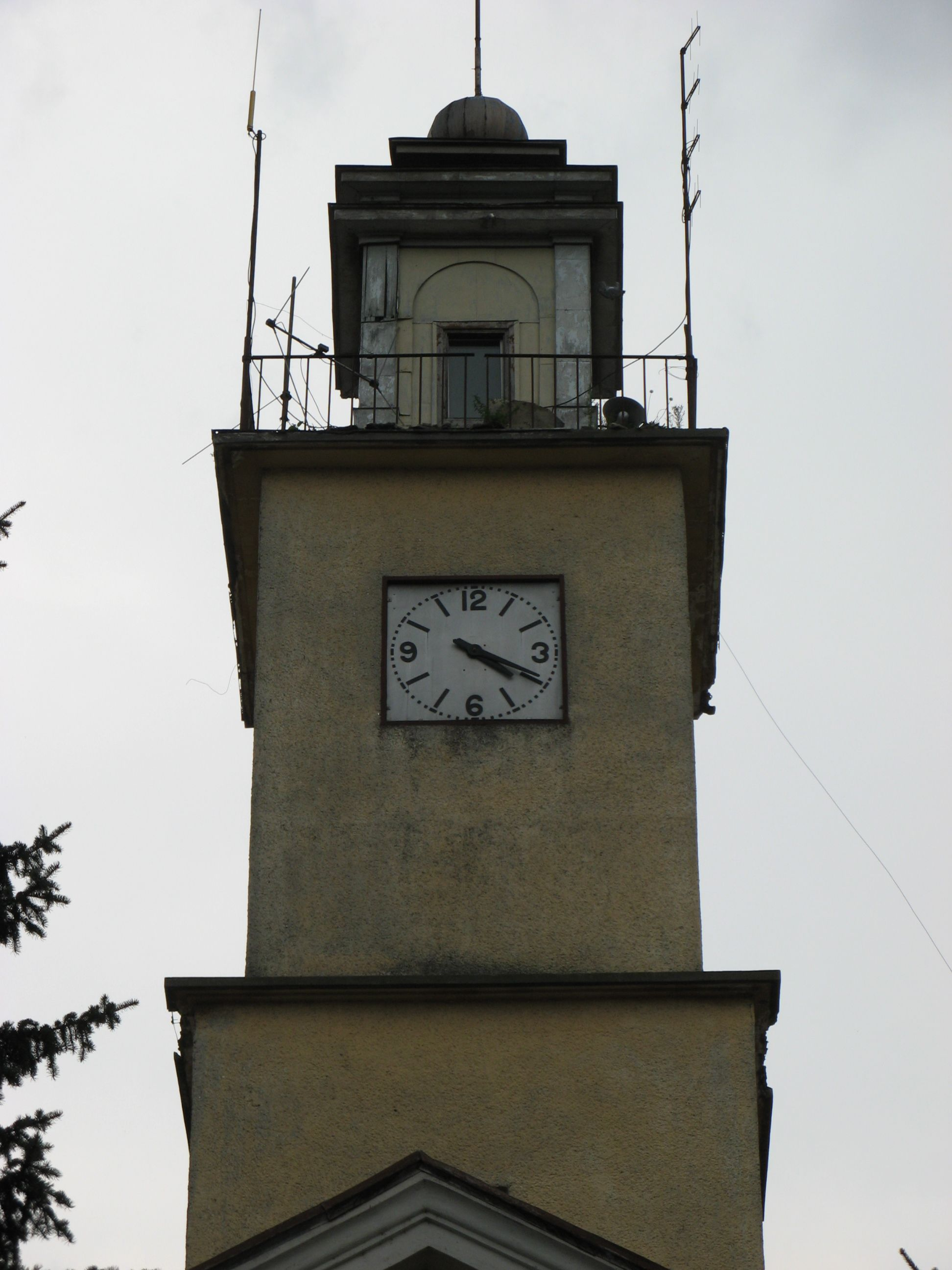
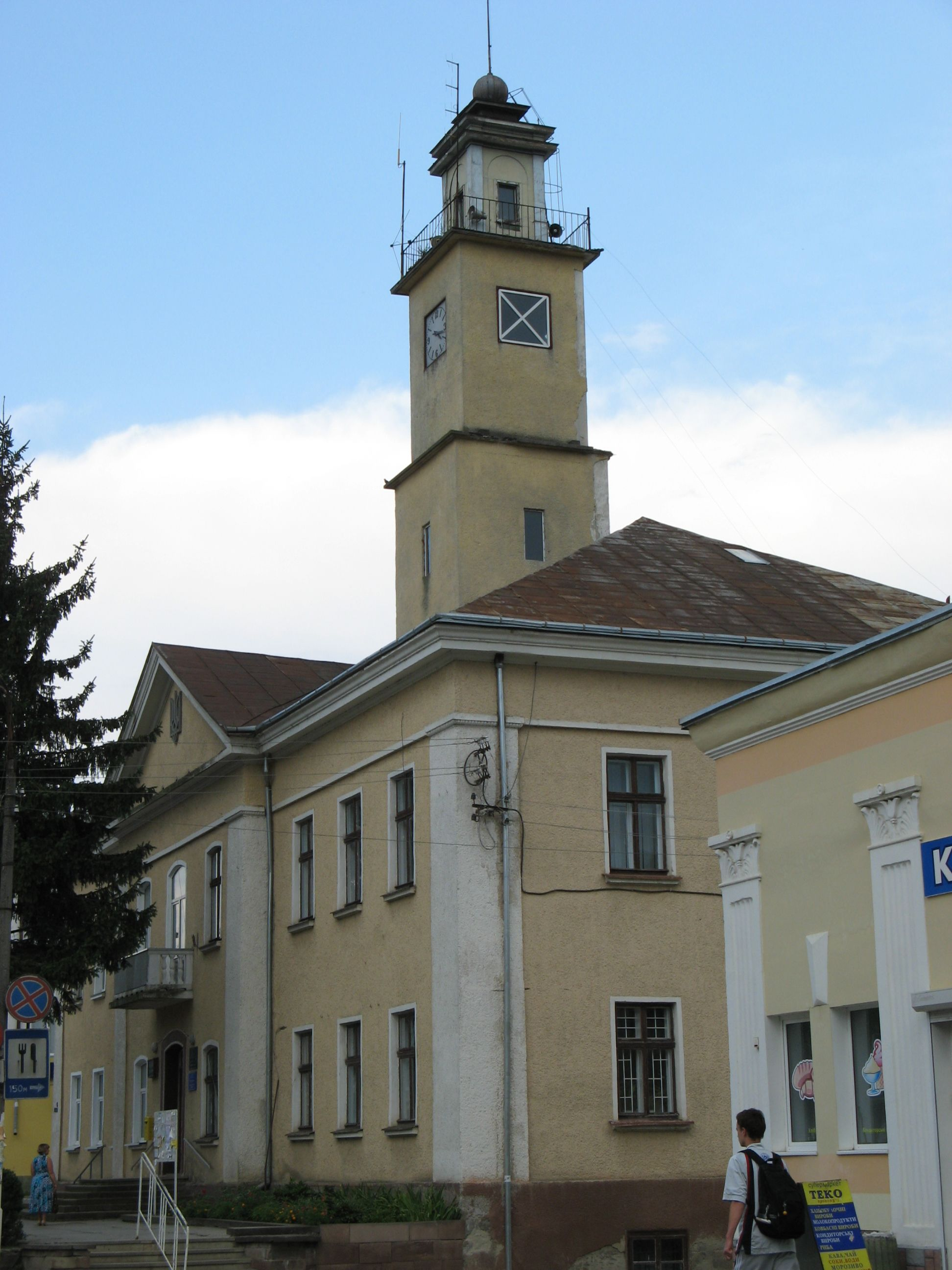